# Medida del tiempo en el Antiguo Egipto

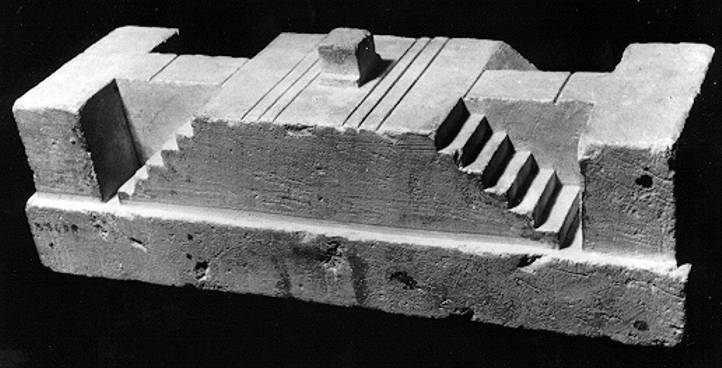
Reloj solar egipcio.

Los egipcios fueron uno de los primeros pueblos en dividir los días en partes iguales, empleando para la medida del tiempo instrumentos como relojes de sol y merjets (unas plomadas utilizadas por los astrónomos desde el 1500 a. C.).

## Relojes de sol

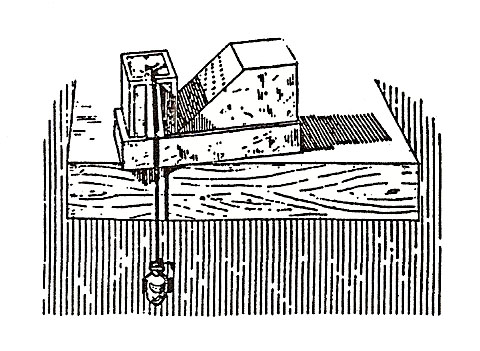
Reloj de sol transportable.

A pesar de la atribución de Heródoto de 430 a. C. de la invención del reloj de sol a los babilonios, 
El reloj de sol más antiguo que se conoce, hecho de esquisto verde, es de origen egipcio.
Después, en 1500 a. C., entraron en uso otros modelos de relojes de sol.
El reloj de sol dividía el día en 10 partes, con dos horas de crepúsculo adicionales durante la mañana y la tarde. Constaba de un tallo largo dividido en 6 partes, y una barra elevada que proyectaba una sombra sobre las marcas. Este reloj se orientaba al este durante la mañana, mientras a mediodía se giraba hacia el oeste, midiendo cómo el sol se ponía en la dirección opuesta.
Los obeliscos fueron los diseños más grandes y públicos de los relojes de sol; había indicadores a su alrededor que marcaban unidades de tiempo e indicaban la mañana, la tarde, el solsticio de verano (el día más largo del año) y el solsticio de invierno (el día más corto del año). f

## Relojes de agua

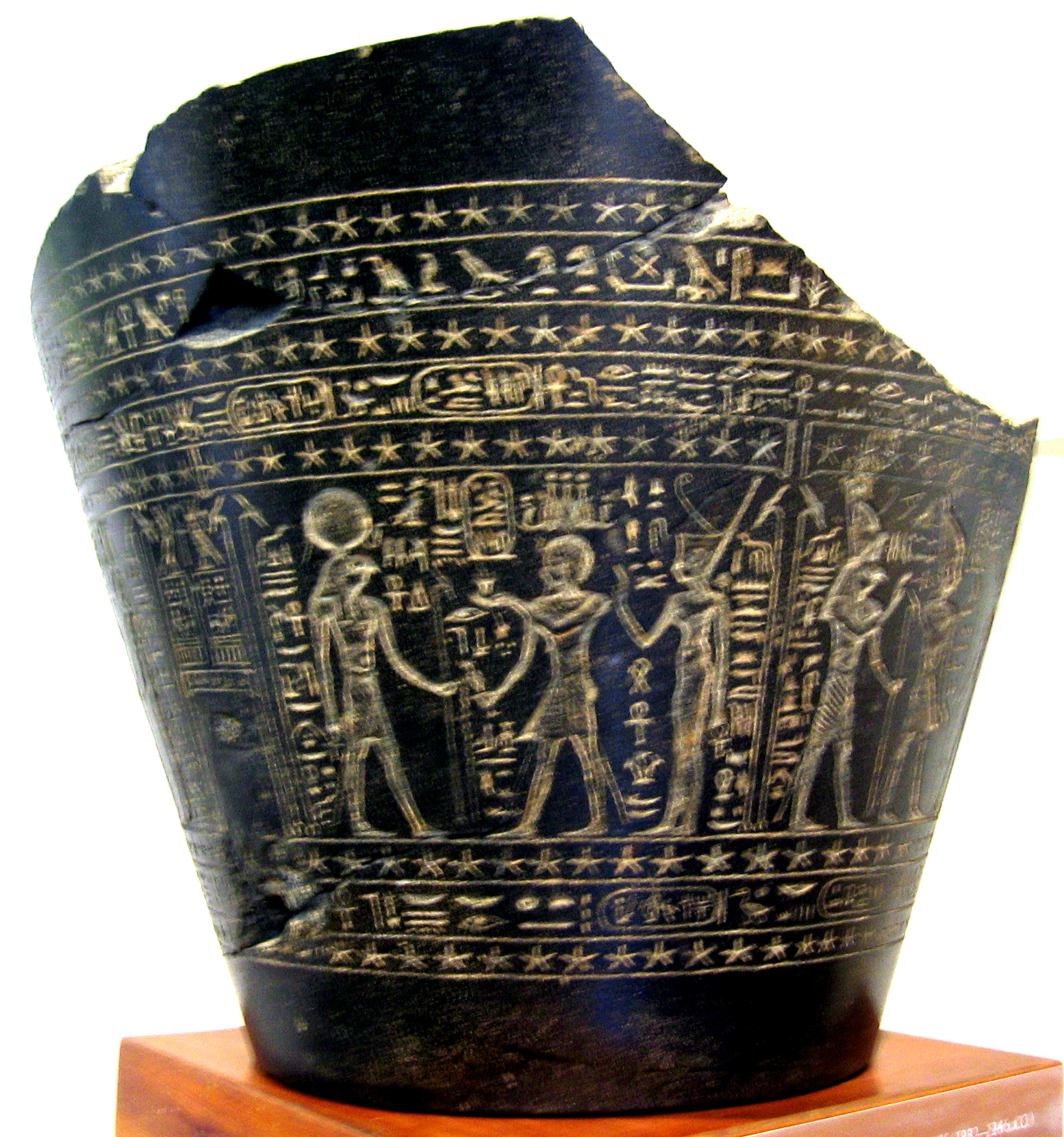
Clepsidra ptolemaica.

También hay pruebas sobre el uso de clepsidras en el antiguo Egipto.
Uno de los primeros, que data de aproximadamente 1500 a. C., se encontró en la tumba del faraón Amenhotep I.
Su creación se atribuye a un artesano llamado Amenemhat.
Los primeros relojes de agua tenían forma de cuenco, con un pequeño agujero en la parte inferior: la vasija flotaba sobre el agua y se llenaba. En su interior había inscripciones que medían el paso de cada doce horas, e incluso los intervalos, cuando el nivel del agua los alcanzaba.
Estos relojes eran útiles para los sacerdotes, ya que podían medir el tiempo con precisión en todas las estaciones e incluso durante la noche, lo que era muy importante para determinar en qué momento debían llevar a cabo ceremonias y ritos religiosos.

## Merjets
Usando unas plomadas llamadas merjets, los egipcios podían determinar la hora durante la noche, siempre que las estrellas fueran visibles. Usados desde al menos el 600 a. C., dos de esos instrumentos estaban alineados con la Estrella Polar, indicando un meridiano.
Observando cómo unas determinadas estrellas cruzaban la línea creada con los merkhets, se podía calcular con precisión la hora.

## Calendario
El calendario (conocido como calendario nilótico) se centraba en las fluctuaciones anuales del río Nilo y su objetivo era la regulación del trabajo agrícola durante el año. Los egipcios definían el año como el tiempo necesario para la cosecha y el jeroglífico que lo representa es un oven con una espiga (renpet). 
El calendario egipcio se basaba en ciclos lunares (de treinta días) y en el ciclo sótico, cuando Sirio aparecía en el firmamento alrededor del 19 de julio, casi en el solsticio de verano. El año se dividió en tres temporadas de acuerdo con las inundaciones del Nilo y su impacto sobre el medio ambiente:
- Ajet: ‘inundación’ (3ḫt)
- Peret: ‘emergencia de la tierra’ (prt), la disminución del nivel del río Nilo, la germinación, invierno.
- Shemu: ‘calor’ (šmw) temporada de cosecha, verano.

Cada temporada incluía cuatro meses de treinta días cada uno. Los cinco días restantes (seis desde la época de los romanos) fueron llamados Heru-Renpet (epagómenos en griego), y se añadían al final del calendario, entre el último día de la temporada Shemu y el primer día de la temporada Ajet. Cada mes se dividía en tres décadas, y los días eran de veinticuatro horas.